# Tallbarksvartbagge
Tallbarksvartbagge (Corticeus fraxini) är en skalbaggsart som först beskrevs av Johann Gottlieb Kugelann 1794.  Tallbarksvartbagge ingår i släktet Corticeus, och familjen svartbaggar. Enligt den finländska rödlistan är arten nära hotad i Finland. Enligt den svenska rödlistan är arten sårbar i Sverige. Arten förekommer i Götaland, Gotland, Svealand, Nedre Norrland och Övre Norrland. Artens livsmiljö är naturmoskogar.